# Black Legend
Black Legend war das gemeinsame Musikprojekt der beiden italienischen DJs und Musikproduzenten Enrico Ferrari und Ciro Sasso sowie des britischen Sängers Elroy „Spoonface“ Powell.

## Hintergrund
Der Band gelang im Sommer 2000 ein internationaler Hit mit dem Titel You See the Trouble with Me. Der Song basiert auf einem Livesample eines Konzerts von Barry White, das er 1990 in Belgien gegeben hatte. Als White die Zustimmung verweigerte, dass seine Stimme für den Track benutzt wurde, wurde der Gesang von Elroy Powell neu eingespielt.
Die Single belegte im Juni 2000 für eine Woche Platz 1 der britischen Charts und erreichte auch in Deutschland und der Schweiz die Hitparade.
In den folgenden Jahren erschienen weitere Produktionen, zum Teil mit beachtlichen Erfolgen in der europäischen Clubszene. Der große kommerzielle Erfolg ließ sich jedoch nicht mehr wiederholen.

## Diskografie

### Singles
- 1999: You See the Trouble with Me
- 1999: We’ll Be in Trouble
- 2000: Legends in the Fog
- 2001: Light My Fire
- 2001: Somebody
- 2002: Under Pressure

## Auszeichnungen für Musikverkäufe
| Goldene Schallplatte - Belgien - 2000: für die Single You See the Trouble with Me |

Anmerkung: Auszeichnungen in Ländern aus den Charttabellen bzw. Chartboxen sind in ebendiesen zu finden.
| Land/RegionAuszeichnungen für Musikverkäufe (Land/Region, Auszeichnungen, Verkäufe, Quellen) | Silber  | Gold  | Platin | Verkäufe | Quellen     |
| -------------------------------------------------------------------------------------------- | ------- | ----- | ------ | -------- | ----------- |
| Belgien (BRMA)                                                                               | —       | Gold1 | —      | 25.000   | ultratop.be |
| Vereinigtes Königreich (BPI)                                                                 | Silber1 | —     | —      | 200.000  | bpi.co.uk   |
| Insgesamt                                                                                    | Silber1 | Gold1 | —      |          |             |